# 生田町 (神戸市)
生田町（いくたちょう）は兵庫県神戸市中央区の町名。現行行政地名は生田町一丁目から生田町四丁目。郵便番号は651-0092。

## 地理

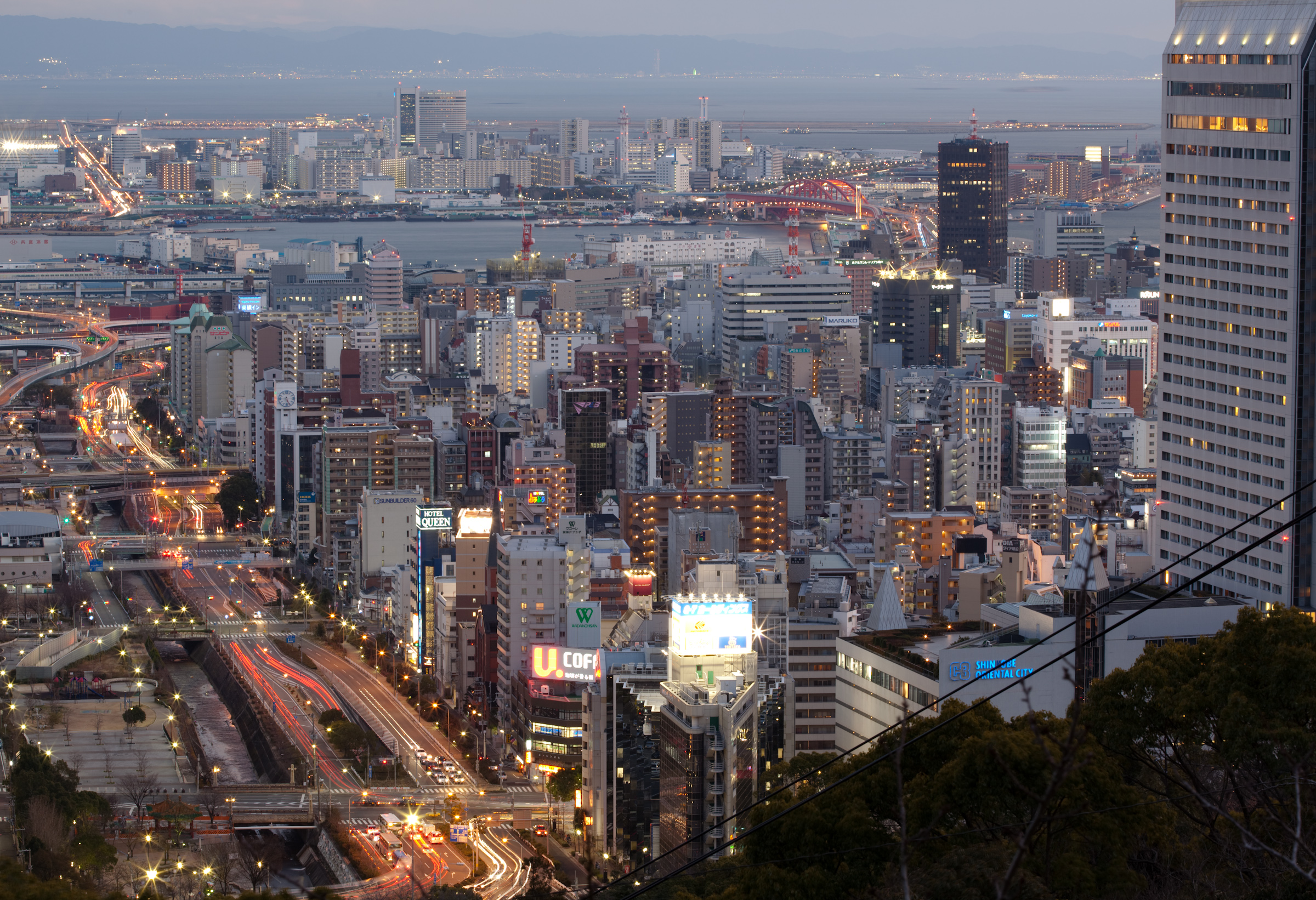
新神戸から生田町一丁目方向を望む

旧葺合区北東部の生田川とその旧川筋の分岐する三角形の区域にあたる。大部分が住宅地で一部が商業地域。
東は生田川を挟み（北から順に新布引橋、布引橋、神若橋で接続）北から熊内町、熊内橋通、旗塚通、神若通、南は二宮町、西は布引町、北は加納町。北部が一丁目、中央部が二丁目、南東部が三丁目、南西部が四丁目である。

## 歴史
旧葺合区域だが生田町と言うのはなぜかと言うと、元々江戸時代にはここから南にかけてに生田村があり、それに因み明治32年（1899年）に町名が付けられたのである。昭和6年までは「葺合」を冠称して葺合生田町と呼んでいた。
- 明治30年（1897年）頃の工事中に大小7、8基の古墳が発見され、石棺の一部を大仙寺に移したという。寛延2年（1749年）の「摂津国菟原郡葺屋荘見取略図に記される「乙女塚」か[1]。
- 明治32年（1899年） - 神戸市の大字葺合の一部から成立。
- 明治38年（1905年） - 阪神電気鉄道開通。
- 大正元年（1912年） - 神戸電気鉄道（後の神戸市電）布引線が開通。
- 昭和4年（1929年） - 神戸ユニオン教会が居留地48番から移転。
- 昭和6年（1931年） - 葺合区に所属。
- 昭和6年（1931年） - 国鉄（現JR）三ノ宮駅が現在地に移転。
- 昭和11年（1936年） - 阪神急行電鉄（現阪急電鉄）神戸駅（現三宮駅）に高架で乗入れ。
- 昭和44～45年（1969～1970年） - 市電布引線廃止。
- 昭和51年（1976年） - 新神戸トンネル竣工。
- 昭和55年（1980年） - 葺合区・生田区の合併で中央区に所属。
- 昭和58年（1983年） - 山麓バイパス竣工。
- 昭和60年（1985年） - 神戸市営地下鉄開通。
- 平成4年（1992年） - ユニオン教会が灘区長峰台へ移転し、跡をドイツパン屋フロインドリーブが改装し、平成11年（1999年）から新店舗として使用（旧神戸ユニオン教会）。

## 人口統計
- 平成17年国勢調査（2005年10月1日現在）での世帯数1,322、人口1,850、うち男性920人、女性930人[2]。
- 昭和63年（1988年）の世帯数669・人口1,322[3]
- 昭和35年（1960年）の世帯数571・人口1,981[3]
- 大正9年（1920年）の世帯数659・人口2,849[3]

## 施設
『角川日本地名大辞典』（1988年）によれば一丁目に新神戸ビル・オリンピア幼稚園（現在は特別養護老人ホーム オリンピア）
、二丁目に生田町公園・浄土宗東極楽寺、四丁目に浄土真宗本願寺派大仙寺・日本同盟基督教団神戸生田教会・神戸ユニオンプロテスタント教会（現在は移転）があるという。
- 日本基督教団神戸聖愛教会（一丁目）